# Gran Premi d'Àustria del 2017
El Gran Premi d'Àustria de Fórmula 1 de 2017 fou la novena carrera de la temporada 2017. Va tenir lloc del 7 al 9 de juliol en el Circuit d'Österreichring, a Spielberg. Lewis Hamilton va ser el vencedor de l'edició anterior, seguit per Nico Rosberg i Nico Hülkenberg. Només Lewis Hamilton està en actiu i ja ha guanyat a Àustria.

## Entrenaments lliures

### Primers lliures
Resultats
| Pos. | Nº | Pilot            | Equip/Motor          | Millor temps | Diferència | Compost | Voltes |
| ---- | -- | ---------------- | -------------------- | ------------ | ---------- | ------- | ------ |
| 1    | 44 | Lewis Hamilton   | Mercedes AMG         | 1:05.975     | —          | US      | 38     |
| 2    | 33 | Max Verstappen   | Red Bull - TAG Heuer | 1:06.165     | +0.190     | SS      | 22     |
| 3    | 77 | Valtteri Bottas  | Mercedes AMG         | 1:06.345     | +0.370     | US      | 35     |
| 4    | 5  | Sebastian Vettel | Ferrari              | 1:06.424     | +0.449     | SS      | 28     |
| 5    | 3  | Daniel Ricciardo | Red Bull - TAG Heuer | 1:06.620     | +0.645     | SS      | 31     |

### Segons lliures
Resultats
| Pos. | Nº | Pilot            | Equip/Motor          | Millor temps | Diferència | Compost | Voltes |
| ---- | -- | ---------------- | -------------------- | ------------ | ---------- | ------- | ------ |
| 1    | 44 | Lewis Hamilton   | Mercedes AMG         | 1:05.483     | —          | US      | 30     |
| 2    | 5  | Sebastian Vettel | Ferrari              | 1:05.630     | +0.147     | US      | 49     |
| 3    | 77 | Valtteri Bottas  | Mercedes AMG         | 1:05.699     | +0.216     | US      | 40     |
| 4    | 33 | Max Verstappen   | Red Bull - TAG Heuer | 1:05.832     | +0.349     | US      | 32     |
| 5    | 3  | Daniel Ricciardo | Red Bull - TAG Heuer | 1:05.873     | +0.390     | US      | 27     |

### Tercers lliures
Resultats
| Pos. | Nº | Pilot            | Equip/Motor          | Millor temps | Diferència | Compost | Voltes |
| ---- | -- | ---------------- | -------------------- | ------------ | ---------- | ------- | ------ |
| 1    | 5  | Sebastian Vettel | Ferrari              | 1:05.092     | —          | US      | 17     |
| 2    | 44 | Lewis Hamilton   | Mercedes AMG         | 1:05.361     | +0.269     | US      | 21     |
| 3    | 77 | Valtteri Bottas  | Mercedes AMG         | 1:05.515     | +0.423     | US      | 19     |
| 4    | 7  | Kimi Räikkönen   | Ferrari              | 1:05.611     | +0.519     | US      | 18     |
| 5    | 33 | Max Verstappen   | Red Bull - TAG Heuer | 1:05.784     | +0.692     | US      | 23     |

## Classificació
Resultats
| Pos. | Nº | Pilot             | Equip-motor             | Part 1   | Part 2      | Part 3   | Graella |
| ---- | -- | ----------------- | ----------------------- | -------- | ----------- | -------- | ------- |
| 1    | 77 | Valtteri Bottas   | Mercedes AMG            | 1:05.760 | 1:04.316    | 1:04.251 | 1       |
| 2    | 5  | Sebastian Vettel  | Ferrari                 | 1:05.585 | 1:04.772    | 1:04.293 | 2       |
| 3    | 44 | Lewis Hamilton    | Mercedes AMG            | 1:05.064 | 1:04.800    | 1:04.424 | 8       |
| 4    | 7  | Kimi Räikkönen    | Ferrari                 | 1:05.148 | 1:05.004    | 1:04.779 | 3       |
| 5    | 3  | Daniel Ricciardo  | Red Bull - TAG Heuer    | 1:05.854 | 1:05.161    | 1:04.896 | 4       |
| 6    | 33 | Max Verstappen    | Red Bull - TAG Heuer    | 1:05.779 | 1:04.948    | 1:04.983 | 5       |
| 7    | 8  | Romain Grosjean   | Haas F1 Team            | 1:05.902 | 1:05.319    | 1:05.480 | 6       |
| 8    | 11 | Sergio Pérez      | Force India             | 1:05.975 | 1:05.435    | 1:05.605 | 7       |
| 9    | 31 | Esteban Ocon      | Force India             | 1:06.033 | 1:05.550    | 1:05.674 | 9       |
| 10   | 55 | Carlos Sainz      | Scuderia Toro Rosso     | 1:05.675 | 1:05.544    | 1:05.726 | 10      |
| 11   | 27 | Nico Hülkenberg   | Renault                 | 1:06.174 | 1:05.597    |          | 11      |
| 12   | 14 | Fernando Alonso   | McLaren F1 Team         | 1:06.158 | 1:06.002    |          | 12      |
| 13   | 2  | Stoffel Vandoorne | McLaren F1 Team         | 1:06.316 | 1:05.741    |          | 13      |
| 14   | 26 | Daniil Kvyat      | Scuderia Toro Rosso     | 1:05.990 | 1:05.884    |          | 14      |
| 15   | 20 | Kevin Magnussen   | Haas F1 Team            | 1:06.143 | sense temps |          | 15      |
| 16   | 30 | Jolyon Palmer     | Renault                 | 1:06.345 |             |          | 16      |
| 17   | 19 | Felipe Massa      | Williams Martini Racing | 1:06.534 |             |          | 17      |
| 18   | 18 | Lance Stroll      | Williams Martini Racing | 1:06.608 |             |          | 18      |
| 19   | 9  | Marcus Ericsson   | Sauber F1 Team          | 1:06.857 |             |          | 19      |
| 20   | 94 | Pascal Wehrlein   | Sauber F1 Team          | 1:07.011 |             |          | Pit     |

## Carrera
Resultats
| Pos. | Nº | Pilot             | Equip-motor             | Voltes | Temps/Retirat | Graella | Punts |
| ---- | -- | ----------------- | ----------------------- | ------ | ------------- | ------- | ----- |
| 1    | 77 | Valtteri Bottas   | Mercedes AMG            | 71     | 1:21:48.523   | 1       | 25    |
| 2    | 5  | Sebastian Vettel  | Ferrari                 | 71     | +0.658        | 2       | 18    |
| 3    | 3  | Daniel Ricciardo  | Red Bull - TAG Heuer    | 71     | +6.012        | 4       | 15    |
| 4    | 44 | Lewis Hamilton    | Mercedes AMG            | 71     | +7.430        | 8       | 12    |
| 5    | 7  | Kimi Räikkönen    | Ferrari                 | 71     | +20.370       | 3       | 10    |
| 6    | 8  | Romain Grosjean   | Haas F1 Team            | 71     | +1:13.160     | 6       | 8     |
| 7    | 11 | Sergio Pérez      | Force India             | 71     | +1 volta      | 7       | 6     |
| 8    | 31 | Esteban Ocon      | Force India             | 71     | +1 volta      | 9       | 4     |
| 9    | 19 | Felipe Massa      | Williams Martini Racing | 70     | +1 volta      | 17      | 2     |
| 10   | 18 | Lance Stroll      | Williams Martini Racing | 70     | +1 volta      | 18      | 1     |
| 11   | 30 | Jolyon Palmer     | Renault                 | 70     | +1 volta      | 16      |       |
| 12   | 2  | Stoffel Vandoorne | McLaren F1 Team         | 70     | +1 volta      | 13      |       |
| 13   | 27 | Nico Hülkenberg   | Renault                 | 70     | +1 volta      | 11      |       |
| 14   | 94 | Pascal Wehrlein   | Sauber F1 Team          | 70     | +1 volta      | 20      |       |
| 15   | 9  | Marcus Ericsson   | Sauber F1 Team          | 69     | +2 voltes     | 19      |       |
| 16   | 26 | Daniil Kvyat      | Scuderia Toro Rosso     | 68     | +3 voltes     | 14      |       |
| Ret  | 55 | Carlos Sainz      | Scuderia Toro Rosso     | 44     | Motor         | 10      |       |
| Ret  | 20 | Kevin Magnussen   | Haas F1 Team            | 29     | Hidraulics    | 15      |       |
| Ret  | 14 | Fernando Alonso   | McLaren F1 Team         | 1      | Xoc           | 12      |       |
| Ret  | 33 | Max Verstappen    | Red Bull - TAG Heuer    | 0      | Xoc           | 5       |       |

## Classificacions després de la carrera
| Pos. | Pilot            | Punts | Canvis de posició |
| ---- | ---------------- | ----- | ----------------- |
| 1    | Sebastian Vettel | 171   | =                 |
| 2    | Lewis Hamilton   | 151   | =                 |
| 3    | Valtteri Bottas  | 136   | =                 |
| 4    | Daniel Ricciardo | 107   | =                 |
| 5    | Kimi Räikkönen   | 83    | =                 |

| Pos. | Constructor             | Punts | Canvis de posició |
| ---- | ----------------------- | ----- | ----------------- |
| 1    | Mercedes AMG            | 287   | =                 |
| 2    | Ferrari                 | 254   | =                 |
| 3    | Red Bull - TAG Heuer    | 152   | =                 |
| 4    | Force India             | 89    | =                 |
| 5    | Williams Martini Racing | 40    | =                 |